# ايغور ديوريتش
ايغور ديوريتش (30 أغسطس 1988 ببيلينزونا في سويسرا - ) هو لاعب كرة قدم سويسري في مركز الدفاع. شارك مع منتخب سويسرا تحت 19 سنة لكرة القدم ومنتخب سويسرا تحت 21 سنة لكرة القدم. أما مع النوادي، فقد لعب مع نادي أودينيزي ونادي بيلينزونا ونادي كرينز ونادي كياسو ونادي لوغانو ونادي يوبين ونادي أريتسو.

## روابط خارجية
- ايغور ديوريتش على موقع قاعدة بيانات كرة القدم.إي يو (الإنجليزية)
- ايغور ديوريتش على موقع قاعدة بيانات كرة القدم.إي يو (الإنجليزية)
- ايغور ديوريتش على موقع Soccerway.com (الإنجليزية)
- ايغور ديوريتش على موقع عالم كرة القدم.نت (الإنجليزية)